# Volta Tour
Volta Tour – szósta trasa koncertowa Björk, w jej trakcie odbyło się siedemdziesiąt siedem koncertów.

## Program koncertów
1. „Brennið Þið Vitar” (tradycyjna pieśń Islandii)
2. „Cover Me”
3. „Earth Intruders”
4. „Venus as a Boy”
5. „Hunter”
6. „Immature”
7. „The Dull Flame of Desire”
8. „Oceania”
9. „I See Who You Are”
10. „Unravel”
11. „Pagan Poetry”
12. „All Is Full of Love”
13. „Jóga”
14. „Pleasure Is All Mine”
15. „Hope”
16. „Vertebrae by Vertebrae”
17. „Where Is the Line”
18. „Who Is It”
19. „Desire Constellation”
20. „Army of Me”
21. „Innocence”
22. „5 Years”
23. „Hidden Place”
24. „Aurora”
25. „Unison”
26. „Mother Heroic”
27. „Cocoon”
28. „Come to Me”
29. „Aeroplane”
30. „Human Behaviour”
31. „It's Not Up To You”
32. „Síðasta Ég”
33. „Undo”
34. „I Miss You”
35. „Triumph of a Heart”
36. „Bacherolette”
37. „Vökuró”
38. „Wanderlust”
39. „Hyperballad”
40. „Pluto”
41. „The Anchor Song”
42. „Declare Independence”

W Reykjavíku po „Declare Independence” Björk zagrała dodatkowe utwory:
1. „Overture”
2. „Pneumonia”
3. „My Juvenile”
4. „Sonnets”/”Unrealities XI”
5. „Mouth's Cradle”
6. „It's Oh So Quiet”

## Daty występów promocyjnych
1. 21 kwietnia 2007 - występ w programie Saturday Night Live
2. 8 czerwca 2007 - występ w programie Later... with Jools Holland
3. 27 września 2007 - występ w programie Late Night with Conan O’Brien

## Lista koncertów
1. 9 kwietnia 2007 - Reykjavík, Islandia - Laugardshöll (akustyczny koncert)
2. 27 kwietnia 2007 - Indio, Kalifornia, USA - Empire Polo Club
3. 2 maja 2007 - Nowy Jork, Nowy Jork, USA - Radio City Music Hall
4. 5 maja 2007 - Nowy Jork, Nowy Jork, USA - United Palace Theater
5. 8 maja 2007 - Nowy Jork, Nowy Jork, USA - Apollo Theater
6. 12 maja 2007 - Chicago, Illinois, USA - Auditorium Theater
7. 15 maja 2007 - Morrison, Kolorado, USA - Red Rocks Amphitheatre
8. 19 maja 2007 - Mountain View, Kalifornia, USA - Shoreline Amphitheatre
9. 23 maja 2007 - Burnaby, Kanada - Deer Lake Park
10. 26 maja 2007 - George, Waszyngton, USA - The Gorge Amphitheatre (Sasquatch! Music Festival)
11. 22 czerwca 2007 - Pilton, Anglia - Worthy Farm (Glastonbury Festival)
12. 28 czerwca 2007 - Werchter, Belgia - Werchterpark (No Borders Music Festival)
13. 1 lipca 2007 - Gdynia, Polska - Lotnisko „Babie Doły” (Open’er Festival)
14. 5 lipca 2007 - Roskilde, Dania - Festivalpladsen (Roskilde Festival)
15. 8 lipca 2007 - Amsterdam, Holandia - Westergasfabriek
16. 13 lipca 2007 - Bilbao, Hiszpania - Guggenheim Museum Esplanade
17. 15 lipca 2007 - Segowia, Hiszpania - La Granja
18. 18 lipca 2007 - Madryt, Hiszpania - Las Ventas
19. 21 lipca 2007 - Codroipo, Włochy - Villa Manin (No Borders Music Festival)
20. 25 lipca 2007 - Nyon, Szwajcaria - L'Asse
21. 21 sierpnia 2007 - Nîmes, Francja - Arena of Nîmes
22. 23 sierpnia 2007 - Nîmes, Francja - Arena of Nîmes
23. 26 sierpnia 2007 - Saint-Cloud, Francja - Domaine National de Saint-Cloud (Rock en Seine)
24. 31 sierpnia 2007 - Stradbally, Irlandia - Stradbally Hall
25. 2 września 2007 - Inveraray, Szwajcaria - Inveraray Castle
26. 8 września 2007 - Toronto, Kanada - Toronto Islands Park (Virgin Festival)
27. 11 września 2007 - Detroit, Michigan, USA - Fox Theatre
28. 14 września 2007 - Austin, Teksas, USA - Zilker Park (Austin City Limits Music Festival)
29. 17 września 2007 - Atlanta, Georgia, USA - Fox Theatre
30. 21 września 2007 - Montreal, Kanada - Jacques-Cartier Pier
31. 24 września 2007 - Nowy Jork, Nowy Jork, USA - Madison Square Garden
32. 26 października 2007 - Rio de Janeiro, Brazylia - Marina da Glória (TIM Festival)
33. 28 października 2007 - São Paulo, Brazylia - Arena Skol Anhembi
34. 31 października 2007 - Kurytyba, Brazylia - Pedreira Paulo Leminski
35. 4 listopada 2007 - Buenos Aires, Argentyna - Teatro Gran Rex
36. 7 listopada 2007 - Buenos Aires, Argentyna - Teatro Gran Rex
37. 10 listopada 2007 - Santiago, Chile - Estadio San Carlos de Apoquindo
38. 13 listopada 2007 - Lima, Peru - Muzeum Narodowe
39. 17 listopada 2007 - Bogota, Kolumbia - Simón Bolívar Park
40. 8 grudnia 2007 - Guadalajara, Meksyk - Huentitán Park
41. 12 grudnia 2007 - Los Angeles, Kalifornia, USA - Nokia Theatre
42. 15 grudnia 2007 - Paradise, Nevada, USA - Palms Casino Resort
43. 18 stycznia 2008 - Auckland, Nowa Zelandia - Mount Smart Stadium (festiwal Big Day Out)
44. 20 stycznia 2008 - Gold Coast, Australia - Gold Coast Parklands (festiwal Big Day Out)
45. 23 stycznia 2008 - Sydney, Australia - Sydney Opera House Forecourt (Sydney Festival)
46. 28 stycznia 2008 - Melbourne, Australia - Flemington Racecourse (festiwal Big Day Out)
47. 1 lutego 2008 - Adelaide, Australia - Adelaide Showgrounds (festiwal Big Day Out)
48. 3 lutego 2008 - Perth, Australia - Claremont Showgrounds (festiwal Big Day Out)
49. 12 lutego 2008 - Dżakarta, Indonezja - Tennis Indoor Senayan
50. 16 lutego 2008 - Seul, Korea Południowa - Park Olimpijski
51. 19 lutego 2008 - Tokio, Japonia - Nippon Budōkan
52. 22 lutego 2008 - Tokio, Japonia - Nippon Budōkan
53. 25 lutego 2008 - Osaka, Japonia - Osaka-jō Hall
54. 28 lutego 2008 - Hongkong, AsiaWorld-Arena
55. 2 marca 2008 - Szanghaj, Chiny - Shanghai Changning Arena
56. 11 kwietnia 2008 - Manchester, Anglia - Manchester Carling Apollo
57. 14 kwietnia 2008 - Londyn, Anglia - Hammersmith Apollo
58. 17 kwietnia 2008 - Londyn, Anglia - Hammersmith Apollo
59. 20 kwietnia 2008 - Londyn, Anglia - Hammersmith Apollo
60. 22 kwietnia 2008 - Plymouth, Anglia - Plymouth Pavillions
61. 25 kwietnia 2008 - Wolverhampton, Anglia - Wolverhampton Civic Hall
62. 28 kwietnia 2008 - Belfast, Irlandia Północna - Waterfront Hall
63. 1 maja 2008 - Blackpool, Anglia - Empress Ballroom
64. 25 czerwca 2008 - Paryż, Francja - Olympia
65. 28 czerwca 2008 - Reykjavík, Islandia - Laugardur Park (darmowy koncert zorganizowany przez Sigura Rósa)
66. 13 lipca 2008 - Wilno, Litwa - Vingis Park
67. 16 lipca 2008 - Ryga, Łotwa - Arēna Rīga
68. 20 lipca 2008 - Gräfenhainichen, Niemcy - Ferropolis
69. 25 lipca 2008 - Rzym, Włochy - Auditorium Parco della Musica
70. 28 lipca 2008 - Werona, Włochy - Verona Arena
71. 31 lipca 2008 - Ateny, Grecja - Olympic Indoor Hall
72. 3 sierpnia 2008 - Stambuł, Turcja - Turkcell Kuruçeşme Arena
73. 7 sierpnia 2008 - Zambujeira do Mar, Portugalia - Herdade de Casa Branca (Festival Sudoeste)
74. 15 sierpnia 2008 - El Ejido, Hiszpania - Playa de Guardias (Ola Festival)

## Artyści supportujący Björk
- Hot Chip
- Konono N°1
- Spank Rock
- Ghostigital
- Joanna Newsom
- M.I.A.
- Klaxons
- Ratatat
- Santogold
- Leila Arab
- Cosmos
- Jurga Šedukiyté